# شست‌خور (فیلم)
شست‌خور (به انگلیسی: Thumbsucker) فیلمی محصول سال ۲۰۰۵ و به کارگردانی مایک میلز است. در این فیلم بازیگرانی همچون لو تیلور پاچی، تیلدا سوینتن، وینسنت دن آفریو، کیانو ریوز، کیلی گارنر، وینس وان و بنجامین برت ایفای نقش کرده‌اند.